# Thai Airways
Thai Airways International es la principal aerolínea de Tailandia en Asia, la cual tiene su centro de conexiones en Bangkok, capital tailandesa. Pertenece a Star Alliance y es de las aerolíneas más grandes y preferidas por los usuarios en Asia. Su programa de viajero frecuente se denomina Royal Orchid. Actualmente su centro de conexiones en Europa es el Aeropuerto de Fráncfort, cuyo operador principal es la aerolínea alemana Lufthansa.
Thai fue la primera aerolínea de Asia-Pacífico en prestar servicios en el aeropuerto de Heathrow. Entre las aerolíneas de Asia-Pacífico, la compañía tiene una de las operaciones de pasajeros más grandes de Europa. En 2013, los servicios entre Bangkok y Los Ángeles se realizaban a través del aeropuerto internacional de Incheon, cerca de Seúl, hasta que la aerolínea finalizó sus vuelos a los Estados Unidos el 25 de octubre de 2015.A finales de 2019 1.438 de sus 22.054 empleados eran pilotos. 
El 18 de mayo de 2020, debido al impacto en la aviación de la pandemia de COVID-19, se declaró en concurso de acreedores.
A partir de 2023, la ruta más larga que opera Tailandia es el aeropuerto de Suvarnabhumi (BKK) al aeropuerto de Heathrow. Operando desde su centro principal en el aeropuerto Suvarnabhumi de Bangkok, la aerolínea actualmente sirve a 51 destinos internacionales y 10 nacionales utilizando una flota de 71 aviones compuesta por aviones de fuselaje ancho y estrecho de Boeing y Airbus. Actualmente, la red de rutas de Thai está dominada por vuelos a ciudades de Europa, Asia y Oceanía con vuelos a 27 países en noviembre de 2023.

## Flota

### Flota actual
La aerolínea posee las siguientes aeronaves a febrero de 2024:
| Aeronaves        | En servicio | Pedidos | Pasajeros                                          | Pasajeros                                          | Pasajeros                                          | Pasajeros                                          | Matrículas                                         | Antigüedad                                         |
| Aeronaves        | En servicio | Pedidos | F                                                  | C                                                  | Y                                                  | Total                                              | Matrículas                                         | Antigüedad                                         |
| ---------------- | ----------- | ------- | -------------------------------------------------- | -------------------------------------------------- | -------------------------------------------------- | -------------------------------------------------- | -------------------------------------------------- | -------------------------------------------------- |
| Airbus A320-200  | 20          | —       | —                                                  | —                                                  | 174                                                | 174                                                | HS-TXA                                             | 11,5 años                                          |
| Airbus A320-200  | 20          | —       | —                                                  | —                                                  | 174                                                | 174                                                | HS-TXC                                             | 11,4 años                                          |
| Airbus A320-200  | 20          | —       | —                                                  | —                                                  | 174                                                | 174                                                | HS-TXE                                             | 11 años                                            |
| Airbus A320-200  | 20          | —       | —                                                  | —                                                  | 174                                                | 174                                                | HS-TXF                                             | 10,8 años                                          |
| Airbus A320-200  | 20          | —       | —                                                  | —                                                  | 168                                                | 168                                                | HS-TXG                                             | 10,2 años                                          |
| Airbus A320-200  | 20          | —       | —                                                  | —                                                  | 168                                                | 168                                                | HS-TXK                                             | 10,1 años                                          |
| Airbus A320-200  | 20          | —       | —                                                  | —                                                  | 168                                                | 168                                                | HS-TXL                                             | 9,9 años                                           |
| Airbus A320-200  | 20          | —       | —                                                  | —                                                  | 168                                                | 168                                                | HS-TXQ                                             | 9,2 años                                           |
| Airbus A320-200  | 20          | —       | —                                                  | —                                                  | 168                                                | 168                                                | HS-TXR                                             | 9,1 años                                           |
| Airbus A320-200  | 20          | —       | —                                                  | —                                                  | 168                                                | 168                                                | HS-TXS                                             | 9 años                                             |
| Airbus A320-200  | 20          | —       | —                                                  | —                                                  | 168                                                | 168                                                | HS-TXT                                             | 8,2 años                                           |
| Airbus A321neo   | —           | 12      | TBA                                                | TBA                                                | TBA                                                | TBA                                                |                                                    |                                                    |
| Airbus A330-300  | 3           | 2       | —                                                  | 31                                                 | 263                                                | 294                                                | HS-TEN                                             | 14,8 años                                          |
| Airbus A330-300  | 3           | 2       | —                                                  | 31                                                 | 263                                                | 294                                                | HS-TEO                                             | 14,7 años                                          |
| Airbus A330-300  | 3           | 2       | —                                                  | 31                                                 | 263                                                | 294                                                | HS-TEP                                             | 14,5 años                                          |
| Airbus A350-941  | 18          | 8       | —                                                  | 32                                                 | 289                                                | 321                                                | HS-THB                                             | 7,4 años                                           |
| Airbus A350-941  | 18          | 8       | —                                                  | 32                                                 | 289                                                | 321                                                | HS-THC                                             | 7,3 años                                           |
| Airbus A350-941  | 18          | 8       | —                                                  | 32                                                 | 289                                                | 321                                                | HS-THD                                             | 6,7 años                                           |
| Airbus A350-941  | 18          | 8       | —                                                  | 32                                                 | 289                                                | 321                                                | HS-THE                                             | 6,6 años                                           |
| Airbus A350-941  | 18          | 8       | —                                                  | 32                                                 | 289                                                | 321                                                | HS-THF                                             | 6,5 años                                           |
| Airbus A350-941  | 18          | 8       | —                                                  | 32                                                 | 289                                                | 321                                                | HS-THG                                             | 6,4 años                                           |
| Airbus A350-941  | 18          | 8       | —                                                  | 32                                                 | 289                                                | 321                                                | HS-THH                                             | 6,4 años                                           |
| Airbus A350-941  | 18          | 8       | —                                                  | 32                                                 | 289                                                | 321                                                | HS-THJ                                             | 5,9 años                                           |
| Airbus A350-941  | 18          | 8       | —                                                  | 32                                                 | 289                                                | 321                                                | HS-THK                                             | 5,9 años                                           |
| Airbus A350-941  | 18          | 8       | —                                                  | 32                                                 | 289                                                | 321                                                | HS-THL                                             | 5,9 años                                           |
| Airbus A350-941  | 18          | 8       | —                                                  | 33                                                 | 301                                                | 334                                                | HS-THV                                             | 5,9 años                                           |
| Airbus A350-941  | 18          | 8       | —                                                  | 32                                                 | 289                                                | 321                                                | HS-THM                                             | 5,9 años                                           |
| Airbus A350-941  | 18          | 8       | —                                                  | 32                                                 | 289                                                | 321                                                | HS-THN                                             | 5,8 años                                           |
| Airbus A350-941  | 18          | 8       | —                                                  | 30                                                 | 309                                                | 339                                                | HS-THQ                                             | 5,4 años                                           |
| Airbus A350-941  | 18          | 8       | —                                                  | 30                                                 | 309                                                | 339                                                | HS-THR                                             | 5,2 años                                           |
| Airbus A350-941  | 18          | 8       | —                                                  | 33                                                 | 301                                                | 334                                                | HS-THO                                             | 4,3 años                                           |
| Airbus A350-941  | 18          | 8       | —                                                  | 33                                                 | 301                                                | 334                                                | HS-THP                                             | 4,3 años                                           |
| Boeing 777-200   | 5           | —       | —                                                  | 30                                                 | 262                                                | 292                                                | HS-TJR                                             | 17,2 años                                          |
| Boeing 777-200   | 5           | —       | —                                                  | 30                                                 | 262                                                | 292                                                | HS-TJS                                             | 17,1 años                                          |
| Boeing 777-200   | 5           | —       | —                                                  | 30                                                 | 262                                                | 292                                                | HS-TJT                                             | 17,1 años                                          |
| Boeing 777-200   | 5           | —       | —                                                  | 30                                                 | 262                                                | 292                                                | HS-TJU                                             | 17 años                                            |
| Boeing 777-200   | 5           | —       | —                                                  | 30                                                 | 262                                                | 292                                                | HS-TJV                                             | 16,3 años                                          |
| Boeing 777-200   | 5           | —       | —                                                  | 30                                                 | 262                                                | 292                                                | HS-TJW                                             | 16,2 años                                          |
| Boeing 777-300ER | 17          | —       | —                                                  | 42                                                 | 306                                                | 348                                                | HS-TKK                                             | 11,5 años                                          |
| Boeing 777-300ER | 17          | —       | —                                                  | 42                                                 | 306                                                | 348                                                | HS-TKL                                             | 11,2 años                                          |
| Boeing 777-300ER | 17          | —       | —                                                  | 42                                                 | 306                                                | 348                                                | HS-TKM                                             | 10,8 años                                          |
| Boeing 777-300ER | 17          | —       | —                                                  | 42                                                 | 306                                                | 348                                                | HS-TKN                                             | 10,8 años                                          |
| Boeing 777-300ER | 17          | —       | —                                                  | 42                                                 | 306                                                | 348                                                | HS-TKO                                             | 10,6 años                                          |
| Boeing 777-300ER | 17          | —       | —                                                  | 42                                                 | 306                                                | 348                                                | HS-TKP                                             | 10,5 años                                          |
| Boeing 777-300ER | 17          | —       | —                                                  | 42                                                 | 306                                                | 348                                                | HS-TKQ                                             | 10,4 años                                          |
| Boeing 777-300ER | 17          | —       | —                                                  | 42                                                 | 306                                                | 348                                                | HS-TKR                                             | 10,2 años                                          |
| Boeing 777-300ER | 17          | —       | —                                                  | 42                                                 | 306                                                | 348                                                | HS-TKU                                             | 10 años                                            |
| Boeing 777-300ER | 17          | —       | —                                                  | 42                                                 | 306                                                | 348                                                | HS-TKV                                             | 9,5 años                                           |
| Boeing 777-300ER | 17          | —       | —                                                  | 42                                                 | 306                                                | 348                                                | HS-TKW                                             | 9,4 años                                           |
| Boeing 777-300ER | 17          | —       | —                                                  | 42                                                 | 306                                                | 348                                                | HS-TKX                                             | 9 años                                             |
| Boeing 777-300ER | 17          | —       | —                                                  | 42                                                 | 306                                                | 348                                                | HS-TKY                                             | 8,6 años                                           |
| Boeing 777-300ER | 17          | —       | —                                                  | 42                                                 | 306                                                | 348                                                | HS-TKZ                                             | 8,3 años                                           |
| Boeing 777-300ER | 17          | —       | 8                                                  | 40                                                 | 255                                                | 303                                                | HS-TTB                                             | 2,9 años                                           |
| Boeing 777-300ER | 17          | —       | 8                                                  | 40                                                 | 255                                                | 303                                                | HS-TTA                                             | 2,9 años                                           |
| Boeing 777-300ER | 17          | —       | 8                                                  | 40                                                 | 255                                                | 303                                                | HS-TTC                                             | 1,8 años                                           |
| Boeing 787-8     | 6           | —       | —                                                  | 24                                                 | 240                                                | 264                                                | HS-TQA                                             | 9,5 años                                           |
| Boeing 787-8     | 6           | —       | —                                                  | 24                                                 | 240                                                | 264                                                | HS-TQB                                             | 9,3 años                                           |
| Boeing 787-8     | 6           | —       | —                                                  | 24                                                 | 240                                                | 264                                                | HS-TQC                                             | 9,2 años                                           |
| Boeing 787-8     | 6           | —       | —                                                  | 24                                                 | 240                                                | 264                                                | HS-TQD                                             | 9,1 años                                           |
| Boeing 787-8     | 6           | —       | —                                                  | 24                                                 | 240                                                | 264                                                | HS-TQE                                             | 8,7 años                                           |
| Boeing 787-8     | 6           | —       | —                                                  | 24                                                 | 240                                                | 264                                                | HS-TQF                                             | 8,4 años                                           |
| Boeing 787-9     | 2           | 1       | —                                                  | 30                                                 | 268                                                | 298                                                | HS-TWA                                             | 6,3 años                                           |
| Boeing 787-9     | 2           | 1       | —                                                  | 30                                                 | 268                                                | 298                                                | HS-TWB                                             | 6,2 años                                           |
| Total            | 71          | 23      | Edad media de la flota (febrero de 2024): 9,4 años | Edad media de la flota (febrero de 2024): 9,4 años | Edad media de la flota (febrero de 2024): 9,4 años | Edad media de la flota (febrero de 2024): 9,4 años | Edad media de la flota (febrero de 2024): 9,4 años | Edad media de la flota (febrero de 2024): 9,4 años |

## Servicios de Cabina
Royal First Class (Primera clase)
Los asientos Royal First Class de Thai, fabricados por B / E Aerospace, se introdujeron con la llegada del Airbus A340-600 . Estos asientos también están disponibles en aviones Boeing 747-400 seleccionados . Una nueva versión de asientos Royal First Class en una suite o configuración de gabinete está disponible en el avión Airbus A380-800 de Tailandia y en el Avión Boeing 747-400 seleccionado desde la renovación de 2012.
Royal Silk Class (Business Class)
Los asientos de la clase Royal Silk de Thai se han instalado en todos los aviones tailandeses. Los asientos de diseño de carcasa en ángulo tienen una inclinación de 150 a 160 cm (58 a 62 pulgadas) y un ancho de 51 a 55 cm (20 a 21.5 pulgadas). Antes de la renovación, los asientos Royal Silk en 777-300ER se venden como asientos de clase económica premium en las rutas escandinavas y Moscú. Un nuevo conjunto de asientos Royal Silk está disponible en los Airbus A380-800, Boeing 777-300ER, Boeing 787-8 y Airbus A350-900 de THAI. Después de la entrega de los nuevos 787-9 a THAI, los asientos Zodiac Cirrus o Reverse Herringbone ya están disponibles a bordo del nuevo avión.
Economy Class (Clase Económica)
La clase económica de Thai ofrece un espacio entre asientos de entre 81 y 86 cm (32 y 34 pulgadas) según el tipo de avión. Las pantallas personales con AVOD están presentes en los aviones Airbus A380-800 , Airbus A330-300 , Airbus A350-900 , Boeing 747-400 , Boeing 777 (200, 200ER, 300 y 300ER), Boeing 787-8 / -9.

## Higiene
Thai Airways inició un programa titulado "El programa ambiental más higiénico en cabina" con énfasis en la calidad del aire, la limpieza de la superficie y la seguridad alimentaria. El programa incluye la eliminación de todos los materiales desechables en vuelo después de los vuelos, la esterilización y la fumigación de todos los equipos de la cabina, y la inspección del sistema de circulación de aire. También se lleva a cabo un proceso de auditoría especial para la limpieza y desinfección de los sistemas de la aeronave por un equipo de especialistas. Estas medidas se aplican a toda la flota tailandesa.
Thai fue la primera aerolínea en instalar un filtro de aire de grado hospitalario True HEPA, capaz de interceptar hasta el 99.99 por ciento de partículas de polvo y microorganismos en cada vuelo. La Organización Mundial de la Salud otorgó a la aerolínea una placa para la implementación de su sistema de gestión en cabina en 2004. Fue el primer premio de este tipo que se presentó a una organización privada.

## Patrocinio
Thai Airways firmó un acuerdo de patrocinio con la English Football League (EFL). El nuevo acuerdo permitirá a Thai Airways tener presencia digital y en los estadios en cada una de las cinco finales de EFL que se celebrarán en el estadio de Wembley durante la temporada 2017/18. A partir de 2020, a Thai se le ha concedido una prórroga de un año en la asociación. Thai Airways también ha firmado un acuerdo de patrocinio con el equipo australiano de rugby Melbourne Rebels y el club de fútbol australiano de la A-League Western Sydney Wanderers.

## Royal Orchid Plus
Royal Orchid Plus es el programa de viajero frecuente de Thai. Tiene una membresía de más de dos millones de personas.Hay dos tipos de millas que se pueden acumular con una cuenta Royal Orchid Plus: Millas elegibles que califican (EQM) en vuelos de THAI y sus subsidiarias y código compartido y socios de Star Alliance, así como Millas que califican ( Q Miles) son las millas que se han volado, así como las millas de bonificación obtenidas por viajar en clases particulares de servicio en las aerolíneas THAI y Star Alliance. Las millas Royal Orchid Plus se obtienen según la clase de viaje pagada. Hay cuatro niveles en el programa Royal Orchid Plus: plata, oro y platino dependiendo de las Q Miles obtenidas en un año calendario.

## Incidentes y accidentes
- 15 de abril de 1985: un Boeing 737-200 (HS-TBB) perdió ambos motores durante una aproximación a la pista 27 en el aeropuerto internacional de Phuket. El avión transmitió por radio ATC a 3.400 pies y casi golpeó una montaña. El avión finalmente se estrelló contra una montaña a 800 pies. Los 11 pasajeros y la tripulación a bordo murieron.[18]
- 31 de agosto de 1987: el vuelo 365 se estrelló en el mar al intentar aterrizar muriendo las 83 personas a bordo.
- 31 de julio de 1992: el vuelo 311 se estrelló contra una montaña al intentar aterrizar muriendo las 113 personas a bordo.
- 11 de diciembre de 1998: el vuelo 261 se estrelló al intentar aterrizar muriendo 101 de las 156 personas a bordo.
- 30 de abril de 1995: un ATR 72 se estrelló poco después de despegar del aeropuerto internacional de Singapur.